# Karussell (Band)
Karussell ist eine deutsche Rockband aus Leipzig. Sie zählt neben Karat, City, Puhdys, Silly und Electra zu den bedeutendsten und populärsten Gruppen der DDR. Am bekanntesten ist die Band mit ihren Titeln Wer die Rose ehrt, Ehrlich will ich bleiben, Autostop und vor allem mit Als ich fortging geworden – der auch heute noch von einigen Radiostationen gespielt wird und zu den populärsten Hits aus der DDR-Zeit gezählt wird.

## Bandgeschichte

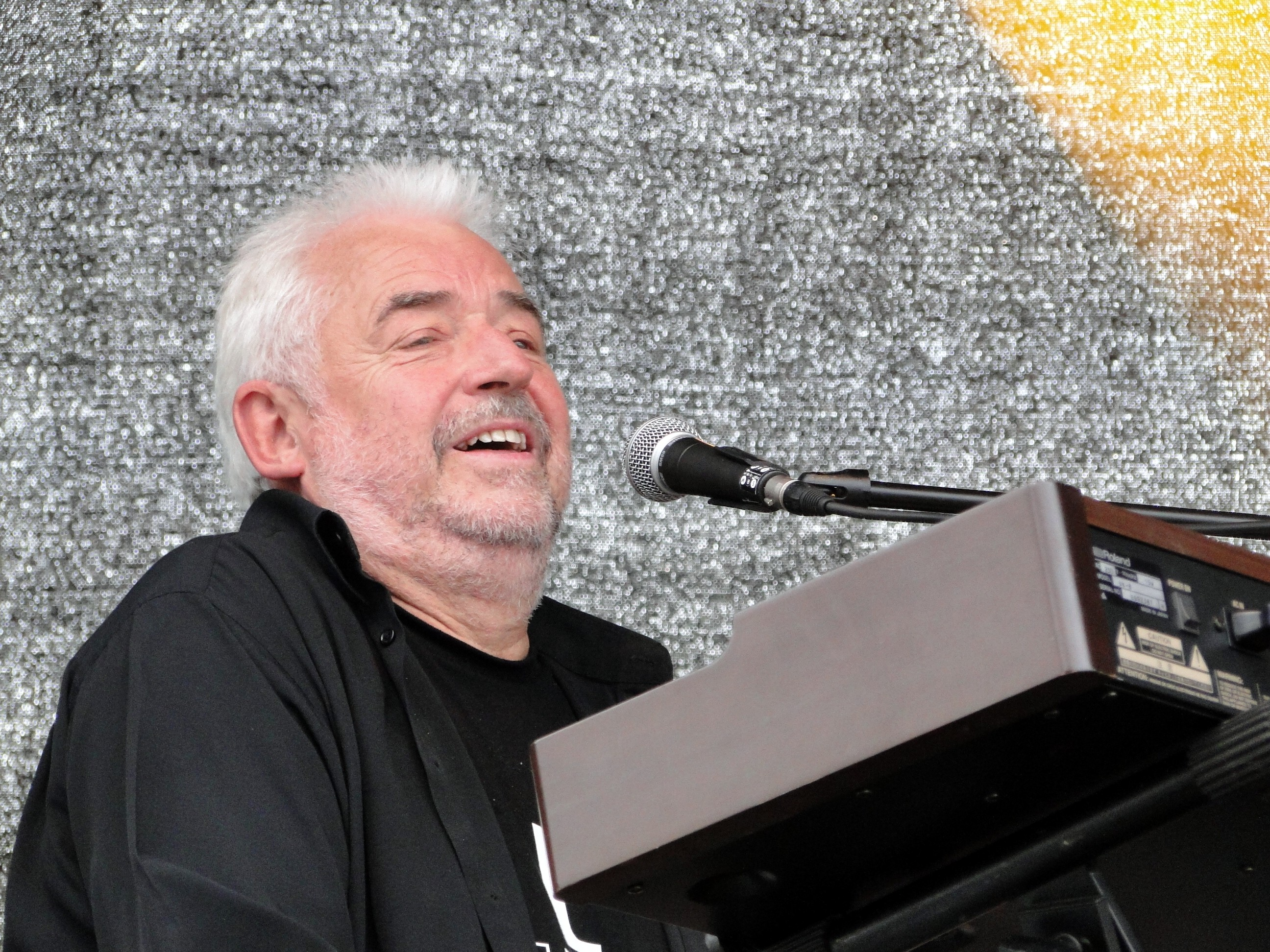
Gründungsmitglied Wolf-Rüdiger Raschke (2009)

Die Band entstand im April 1976 durch eine Umbildung der Leipziger Amateurgruppe Fusion mit ehemaligen Mitgliedern der kurz zuvor verbotenen Leipziger Band Renft – maßgeblich initiiert durch den Keyboarder Wolf-Rüdiger Raschke, der auch als IM für die Staatssicherheit der DDR arbeitete. Neben ihm gehörten bei der Gründung zur Band: Peter Cäsar Gläser (Gesang und Gitarre), Jochen Hohl (Schlagzeug), Reinhard Oschek Huth (Gitarre), Lutz Kirsten (Gesang und Gitarre), Claus Winter (E-Bass) und Bernd Schumacher (Saxophon und Querflöte).

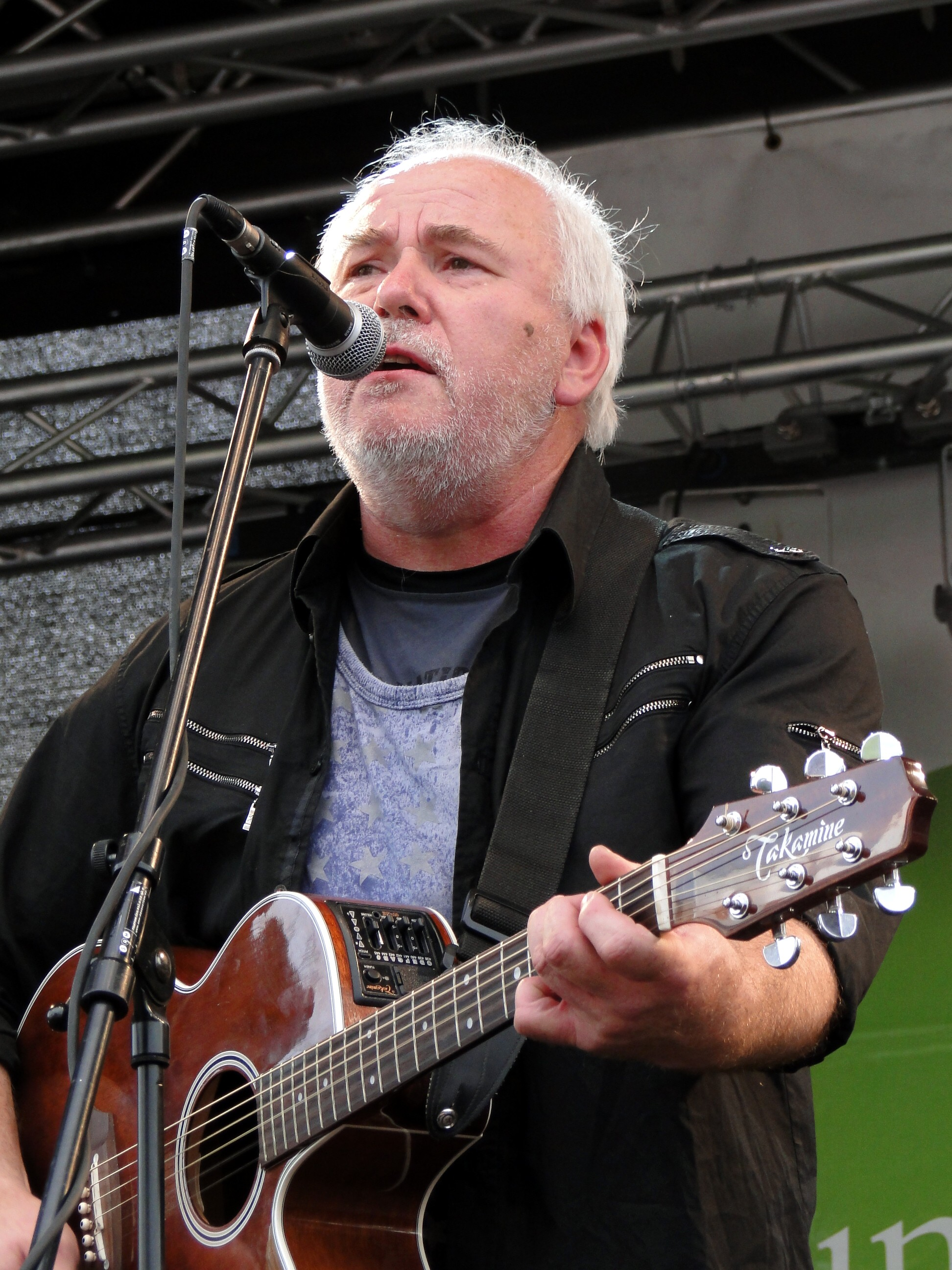
Gründungsmitglied Reinhard Huth (2009)

Musikalisch trat Karussell für viele das Erbe von Renft an. Dafür standen nicht nur die früheren Renft-Mitglieder Jochen Hohl und Peter Gläser, sondern auch die im Renft-Stil gehaltenen Lieder Whisky, Lebe und Welt im Sand, die zunächst in den Rundfunkstudios produziert wurden, sowie die Neuinterpretation des Renft-Klassikers Wer die Rose ehrt für die zweite Langspielplatte der Band. Auch Texter und Liedermacher Kurt Demmler begleitete Renft und Karussell – er schrieb die meisten der von Karussell interpretierten Texte.
Dank eines Fördervertrages mit dem Zentralrat der FDJ und der Konzert- und Gastspieldirektion Berlin (KGD) wandelte sich die Gruppe 1978 zur Berufsformation um, was ihr einen neuen Aufschwung bescherte und einen Auftritt beim „Rhythmus ’78“-Festival. Im gleichen Jahr erschien auch ihre erste Amiga-Single, Der Gitarrist.
Bereits damals zeigte sich, dass der Bandname Karussell in Bezug auf ihre Mitglieder auch Programm war. Im Laufe ihrer Geschichte drehte sich das Mitgliederkarussell häufig und immer schneller, und viele Musiker verließen nicht nur die Band, sondern auch die DDR. Den ersten Umbau gab es bereits 1978, als Bernd Dünnebeil (Gitarre) Lutz Kirsten ersetzte. Auch hatte Karussell seit dem Weggang von Bernd Schumacher keinen Saxophonisten und Flötisten mehr. Verschiedene Gäste sowie Bernd Dünnebeil übernahmen für Studio-Aufnahmen oder Konzerte fortan dieses Instrument. In dieser Besetzung spielten sie 1979 ihre erste LP, Entweder oder ein, die mit Ehrlich will ich bleiben die Titelmusik des Films Polizeiruf 110: Am Abgrund enthält. Bald darauf, 1980, folgte ihre zweite LP Das einzige Leben.

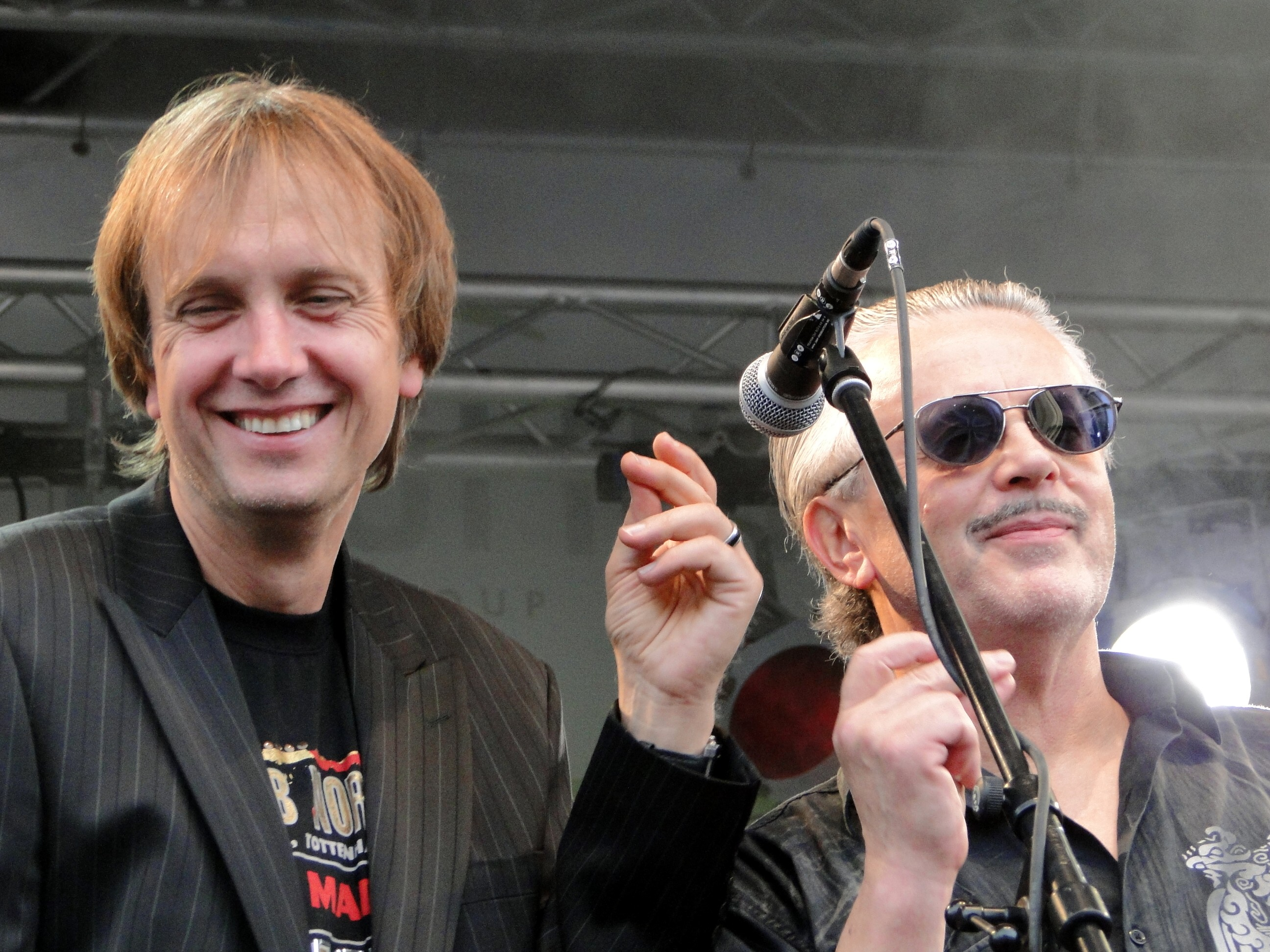
Jan Kirsten (links) und Hans Graf (2009)

Bei den Aufnahmen zu ihrer dritten LP, Schlaraffenberg (1982), war Bernd Dünnebeil nicht mehr dabei. Für ihn kam Tom Leonhardt, der ehemalige Gitarrist der Bands ZOE und Schwarzer Pfeffer. 1983 verließ Peter Cäsar Gläser – bis dahin die prägende Stimme – die Band, um sich ganz seinem Soloprojekt mit eigener Gruppe zu widmen. Lutz Salzwedel, ehemals Sänger der Gruppe Passion, wurde als neuer Frontmann in die Gruppe aufgenommen. Der Rest der Gruppe Passion fungierte übrigens einige Zeit später als Begleitformation von Peter Gläser. Allerdings verließen Leonhardt und Salzwedel Karussell kurze Zeit später. Während sich die Band in der Bundesrepublik Deutschland auf einer Tournee mit ihrem neuen Album Was kann ich tun (1984) befand, setzten sie sich ab.
Mit diesem Weggang Richtung Westen und vor allem mit dem erneuten Wegfall ihres Frontmannes stand die Band 1985 kurz vor ihrer Auflösung. Nur dank des Bemühens von Wolf-Rüdiger Raschke, der auch schon zuvor die Band immer wieder zusammengehalten hatte, und der Integration des jungen Sängers und Komponisten Dirk Michaelis als neuem Frontmann schaffte sie ein Comeback. Mit Jürgen Hofmeister kam auch ein neuer Gitarrist in die Gruppe.

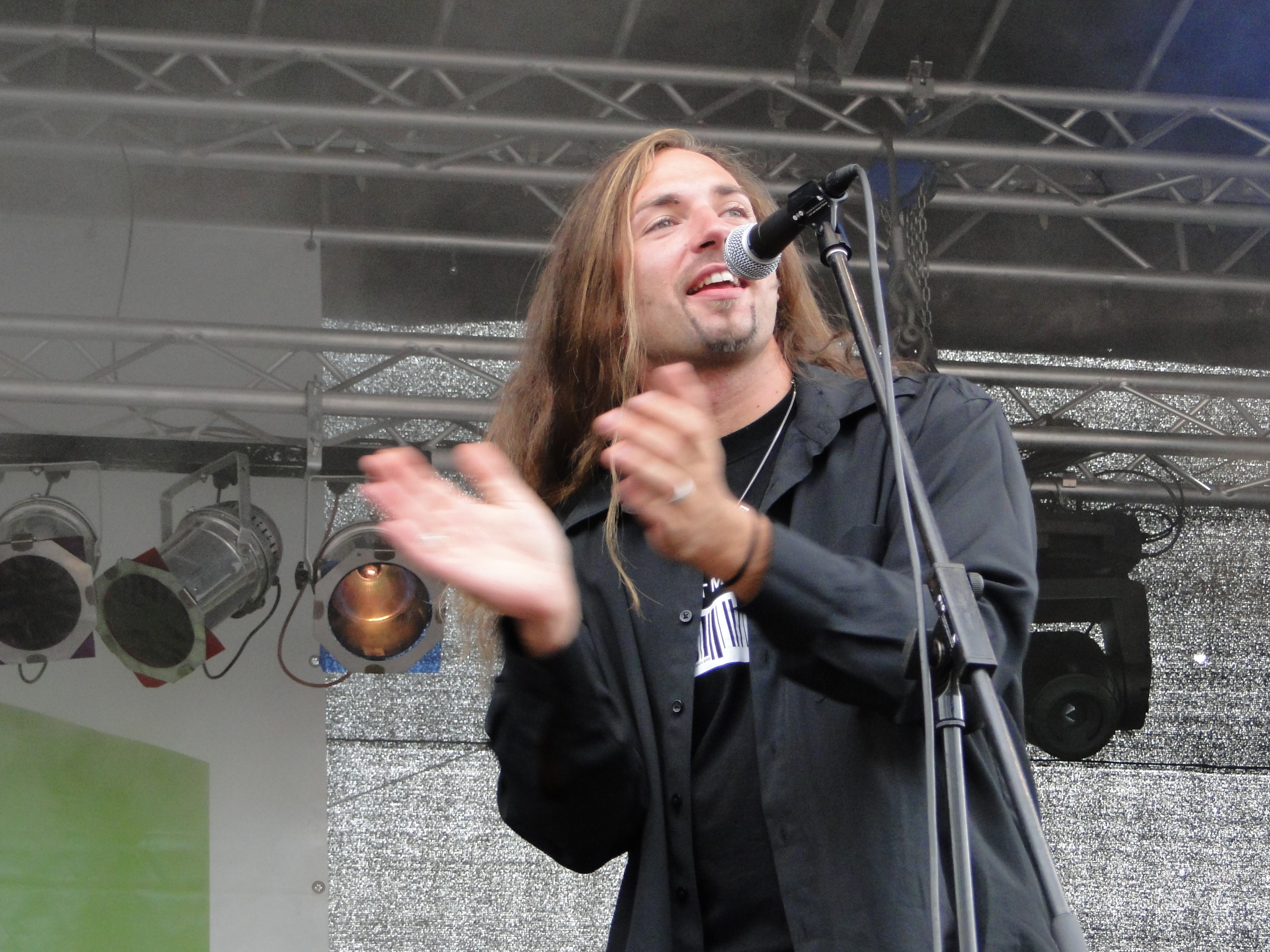
Joey Raschke (2009)

1987 meldete Karussell sich mit ihrer LP Café Anonym und dem Hit Als ich fortging (Text: Gisela Steineckert) zurück. Mit Michael Sellin hatte die Gruppe auch einen neuen Texter. Allerdings verließ in der Folgezeit Claus Winter die Band. Er wurde durch Jan Kirsten (Bassgitarre) ersetzt. 1990 erschien ihre vorerst letzte LP, Solche wie du. Wie viele andere Gruppen der DDR löste sie sich in der unmittelbaren Nachwendezeit 1991 auf.
Wolf-Rüdiger Raschke wurde Hotelmanager. Der langjährige Schlagzeuger Jochen Hohl beendete seine Musikerlaufbahn und lebt heute in Lübeck. Jan Kirsten wurde Bassist bei der Gruppe Takayo. Dirk Michaelis startete eine Sololaufbahn.

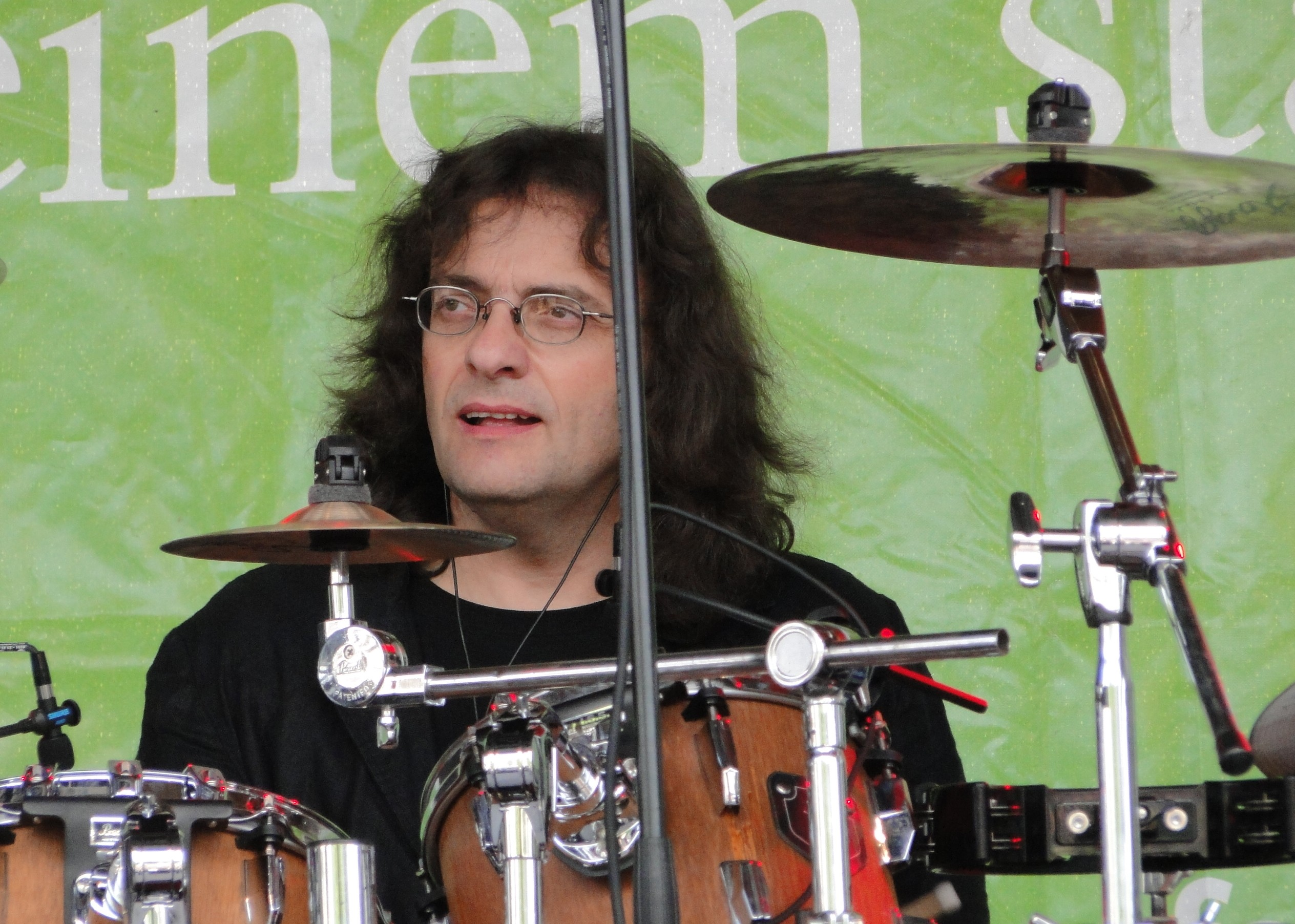
Benno Jähnert (2009)

1994 versuchten Wolf-Rüdiger Raschke und Jan Kirsten mit dem neuen Sänger Larry B., dem Prinzen-Schlagzeuger Ali Zieme und der Integration von Takayo einen Neubeginn und brachten unter dem Namen Karussell die CD Sonnenfeuer heraus. Allerdings akzeptierten die Fans den erneuten Umbau – anders als alle anderen zuvor – nicht, so dass der Erfolg ausblieb.
Im Januar 2006 verstarb der langjährige Bassist Claus Winter, was von der Öffentlichkeit kaum wahrgenommen wurde. Reinhard Huth sang von 1987 bis 2007 bei der Leipziger Band Beat-Club. Peter Cäsar Gläser starb 2008 an Krebs.

### Neuanfang
2007 formierte sich Karussell nach mehr als zehnjähriger Spielpause auf Initiative von Reinhard Huth neu. Ihr Comeback startete die Band mit einem ersten Konzert im September 2007 in der Besetzung Wolf-Rüdiger Raschke (Keyboard, Gesang, Bandleader), Joey – später „Joe“ – Raschke (Gesang, Keyboard, Bluesharp), Reinhard Huth (Gesang, Gitarre), Jan Kirsten (E-Bass, Gesang), Frank Endrik Moll (Schlagzeug) und Hans Graf (Gitarre). Die neue Konzerttournee unter dem Titel „Wiedersehen im Traum“ begann Anfang 2008 und dauerte bis 2009. Das Schlagzeug spielt seit 2008 Benno Jähnert, der früher Mitglied der Bands Logo und Zebra war.
Am 17. Juni 2011 erschien nach fast 17-jähriger Pause das Album loslassen.

## Musikalisches Schaffen
Unabhängig von der hohen Fluktuation ihrer Mitglieder feierte Karussell in fast allen ihren Besetzungen große Erfolge und konnte sich auf eine treue Fangemeinde stützen. Kennzeichen dieses musikalischen Schaffens war ihr „erdiger“ Rhythm & Blues und die klare, unmissverständliche Interpretation der von Kurt Demmler und später Michael Sellin stammenden, oft kritischen Texte. Mit ihren „Welthits, die keine werden durften, weil sich ihr Land von der Welt abgeriegelt hat“ (Olaf Leitner), zeichneten sie den sozialistischen Alltag genauso deutlich nach (Autostop, Ehrlich will ich bleiben), wie sie sich mit existenziellen Fragen der Zeit auseinandersetzten (Das einzige Leben). Auch wenn von Kritikern die mit humanistischem Pathos gefüllten Balladen Was kann ich tun für dich (Komposition: Tom Leonhardt) und Sterne der Nacht (Komposition: Jochen Hohl) und viele andere ihrer Lieder als Meilensteine der DDR-Rockgeschichte angesehen werden, wurde Als ich fortging (Komposition: Dirk Michaelis) ihr größter Erfolg.

## Diskografie

### Alben
- 1979: Entweder oder
- 1980: Das einzige Leben
- 1982: Schlaraffenberg
- 1984: Was kann ich tun
- 1987: Café Anonym
- 1990: Solche wie du
- 1994: Sonnenfeuer
- 2002: Eigentlich geht’s uns gut (Neuveröffentlichung von Solche wie du)
- 2011: loslassen
- 2018: Erdenwind
- 2024: Unter den Sternen

### Kompilationen
- 1991: Rock aus Deutschland Ost. Vol. 9
- 1995: Ehrlich will ich bleiben
- 1996: Ein Leben lang
- 1999: Die schönsten Balladen
- 2009: Die 5 Original-Amiga-Alben
- 2016: 40 Jahre – 40 Hits

### Singles
- 1978: Der Gitarrist/Entweder oder
- 1980: Doch wenn die Hähne krähn/Wiedersehn im Traum
- 1981: Keiner will sterben/Zweifel
- 1986: Der Halleysche Komet/Ab und zu
- 2009: Maxi 2009 (vier bekannte Songs in aktueller Besetzung)
- 2010: Maxi 2010 Habseeligkeiten (drei neue Songs und eine Neufassung in aktueller Besetzung)

### Auf Samplern vertreten
(Schwerpunkt auf DDR-Zeit)
- 1977: Lebe auf Disco Tip
- 1978: Fenster zu auf Disko Treffer ’78
- 1978: Der Gitarrist auf Rhythmus ’78
- 1978: Whisky auf 20 Original Beat Hits
- 1979: Autostop auf Die großen Erfolge ’79
- 1979: Ehrlich will ich bleiben auf Rock + Pop 2 ’79
- 1980: Doch wenn die Hähne krähn auf Rock + Pop ’80
- 1981: Das einzige Leben auf Das Album - Rockbilanz 1981
- 1981: Nämlich bin ich glücklich auf Schlager ’81
- 1982: Keiner will sterben auf Rock für den Frieden ’82 und Das Album - Rockbilanz 1982
- 1983: Keiner will sterben auf Frieden soll sein (EP)
- 1983: Bambule auf Das Album - Rockbilanz 1983
- 1984: Grüß dich Grenada auf Rock für den Frieden 84
- 1984: Wie ein Fischlein unterm Eis auf Das Album - Rockbilanz 1984
- 1985: Wie ein Fischlein unterm Eis auf Rockballaden
- 1985: Keiner will sterben auf 5 Jahre Rock für den Frieden
- 1986: Wer bist’n du auf Disco Non Stop
- 1987: Riesengroße Herzen auf Das Album – Rockbilanz 1987
- 1989: Schattenkreuze auf Das Album – Rockbilanz 1989
- 1998: Wie ein Fischlein unterm Eis auf Mitten ins Herz – 16 Top-Hits aus dem Osten Volume I
- 1999: Als ich fortging auf Mitten ins Herz – 18 Top-Hits aus dem Osten Volume II
- 2003: Schattenkreuze, McDonald, Als ich fortging, Wie ein Fischlein unterm Eis auf Good Bye DDR – Musik ohne Grenzen
- 2009: Als ich fortging 2009 Version auf Mystic Spirits XX: Elements Of Mystery